# Президентские выборы в Армении (2008)
Президентские выборы в Армении состоялись 19 февраля 2008 года. Третьим Президентом Армении стал Серж Саргсян.

## Регистрация кандидатов
16 декабря 2007 года истёк срок регистрации. Были зарегистрированы 9 кандидатов; Раффи Ованнисяну и Араму Карапетяну было отказано в регистрации. Президент Армении Роберт Кочарян завершил свой второй срок и не имел права баллотироваться снова.
USAID и международный республиканский институт (IRI) отказались от проведения экзит-поллов.

## Кандидаты
- Арташес Гегамян, «Национальное единение»
- Серж Саргсян, премьер-министр, Республиканская партия Армении
- Левон Тер-Петросян, экс-президент
- Арам Арутюнян
- Тигран Карапетян, «Народная партия»
- Ваган Ованесян, «Дашнакцутюн»
- Артур Багдасарян, «Страна Закона»
- Вазген Манукян, «Национальный демократический союз»
- Арман Меликян

Кроме того были сняты 3 кандидата , в том числе Ашот Блеян

## Прогнозы и опросы
Лидером среди кандидатов большинством экспертов признавался Серж Саргсян. Согласно результатам соцопроса, проведенного Baltic Survey Ltd./he Gallup Organization с 13 по 20 января среди 1200 жителей, 43 % избирателей готовы были отдать свои голоса за премьер-министра Сержа Саргсяна, 11 % за председателя партии «Оринац Еркир» Артура Багдасаряна, 6 % за председателя партии «Национальное единение» Арташеса Гегамяна.

## Предвыборная кампания
Предвыборная кампания перед выборами шла крайне активная и жёсткая. Столицу Армении город Ереван захлестнула волна митингов в поддержку кандидатов. Главные соперники — премьер-министр Серж Саргсян и оппозиционный политик, первый президент Армении Левон Тер-Петросян собирали на своих акциях по несколько десятков тысяч человек. Несмотря на то, что шествия были запрещены, 17 февраля митинг Сержа Саргсяна перерос в шествие по центральным улицам Еревана. Сторонники Тер-Петросяна заявляли о многочисленных нарушениях во время предвыборной кампании и считали, что в Армении складывается авторитарный режим. Фальсификации на выборах признали и общественники.  

16 февраля ОБСЕ представило доклад по мониторингу предвыборной кампании  Архивная копия от 25 октября 2008 на Wayback Machine. В целом, как говорится в докладе, преимущество в СМИ имеет Серж Саркисян, ему предоставляется больше времени, чем другим кандидатам. Кроме того, ОБСЕ выражает недовольство тем, что некоторые представители местного самоуправления открыто поддержали действующего премьера, что свидетельствует о присутствии административного ресурса.

## Результаты

### Exit polls
Результаты экзит-поллов оказались очень противоречивыми. В частности, одна из британских организаций провела опрос, по которому Серж Саргсян получил 57% голосов избирателей, Левон Тер-Петросян — 17%, Артур Багдасарян — 14%. В то же время, экзит-поллы некоторых других организаций показали преимущество Тер-Петросяна. Еще один экзит-полл был организован партией «Оринац Еркир» и несколькими другими общественными организациями, и он показал победу лидера партии Артура Багдасаряна.

### Результаты ЦИКа
Первые результаты, поступившие от ЦИКа Армении в 23:00 мск (00:00 по местному времени) показали, что Саркисян получает по данным с 38 избирательных участков 76,6 % голосов. Однако затем результаты Саркисяна стали резко падать, и 00:30 по московскому времени он набирал уже менее 65 % голосов, в то время как его главный соперник Левон Тер-Петросян — менее 20 %. К утру 20 февраля результаты Саркисяна снизились до 55 %, а Тер-Петросян получал 21 %. Третью позицию уверенно занимал Артур Багдасарян с 17 %. По состоянию на 13:00 местного времени после подсчёта 99 % бюллетеней Саркисян получил 52,86 % голосов, Тер-Петросян — 21,50 %, Багдасарян — 16,67 %. Явка составила около 69 %.
| Место | Кандидат           | Число голосов | %     |
| ----- | ------------------ | ------------- | ----- |
| 1     | Серж Саргсян       | 862 369       | 52,82 |
| 2     | Левон Тер-Петросян | 351 222       | 21,50 |
| 3     | Артур Багдасарян   | 272 427       | 17,70 |
| 4     | Ваан Ованисян      | 100 966       | 6,20  |
| 5     | Вазген Манукян     | 21 075        | 1,30  |
| 6     | Тигран Карапетян   | 9792          | 0,60  |
| 7     | Арташес Гегамян    | 7524          | 0,46  |
| 8     | Арман Меликян      | 4399          | 0,27  |
| 9     | Арам Арутюнян      | 2892          | 0,17  |
|       | всего              | 1 632 666     | 100,0 |

## Акции протеста оппозиции

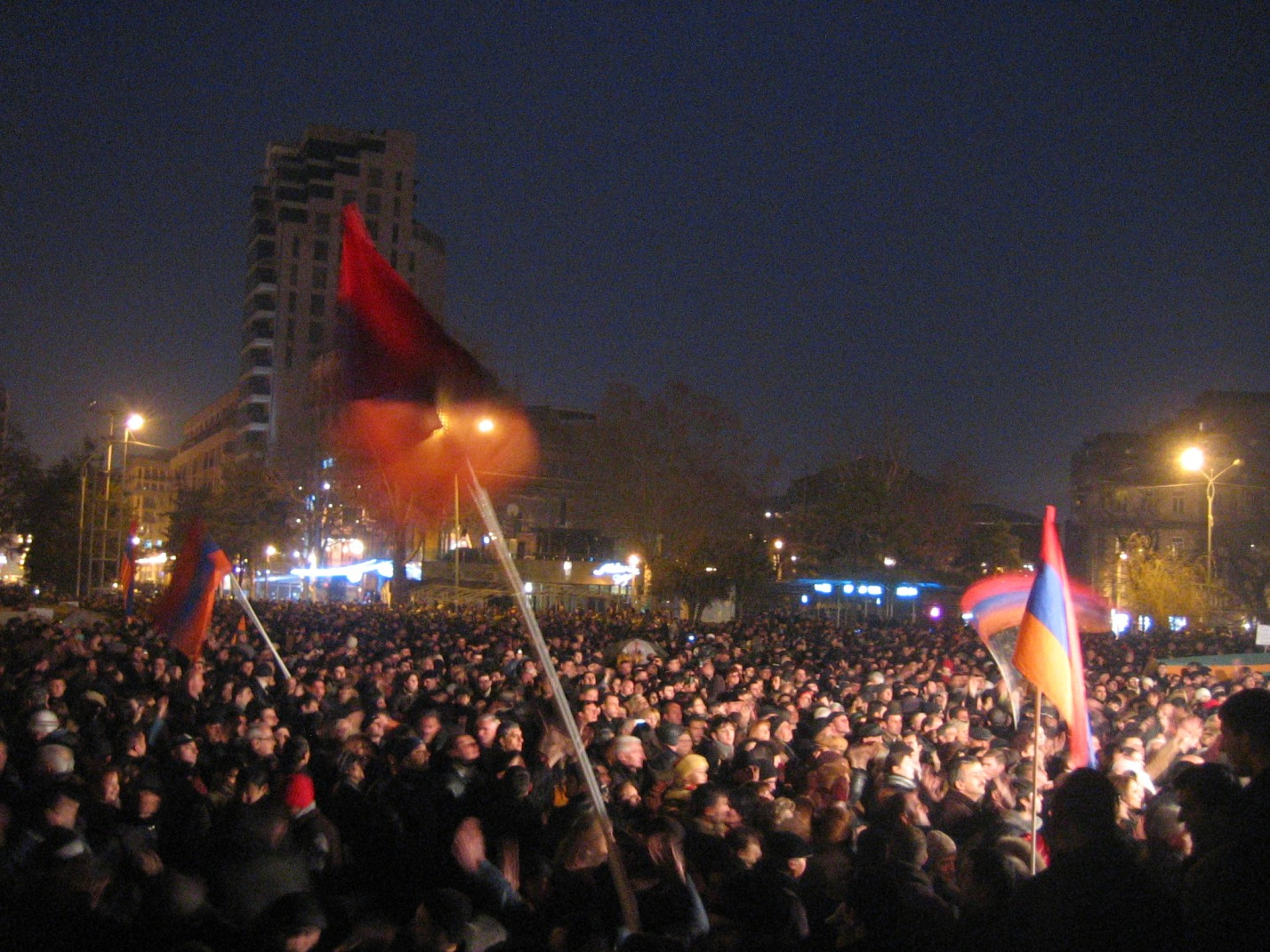
Митинг оппозиции в Ереване вечером 24 февраля

20 февраля сторонники Тер-Петросяна провели митинг протеста против результатов выборов, требуя перевыборов. Акция собрала свыше 100 тысяч человек (по данным властей — 20 тысяч). Мирные акции протеста продолжались ещё 12 дней, собирая до 500 000 человек (по данным оппозиции 650 000, по данным властей всего 40 000). Сторонники оппозиции разбили палаточный городок на площади Свободы. Однако рано утром 1 марта в город были стянуты войска. В 6:40 утра 1 марта митингующие на площади Свободы были окружены силовиками и разгромлены. Большинство митингующих к этому времени ещё спали. После этого в городе произошли массовые столкновения сторонников Тер-Петросяна и силовиков. Последними было применено огнестрельное оружие против демонстрантов. 10 человек погибли. В городе был введён режим ЧП с 1 по 20 марта 2008 года. Ещё большим раздражением армянского народа стала инаугурация президента Сержа Саркисяна в день, когда прошло 40 дней с кончины людей в акции протеста. США и ряд европейских стран воздержались от комментариев по поводу митингов и жертв, а Сержа Саргсяна не поздравили с объявленной победой.

## Сайты по теме
- ЦИК Армении Архивная копия от 10 ноября 2019 на Wayback Machine (арм., англ.)
- Результаты выборов по районам Архивная копия от 25 декабря 2018 на Wayback Machine